# Lennart Larsson
Lennart Larsson (n. 7 februarie 1930, Q10542167⁠(d), Comitatul Västerbotten, Suedia – d. 26 martie 2021, Skellefteå, Comitatul Västerbotten, Suedia) a fost un schior de fond ce a reprezentat Suedia, medaliat olimpic. A participat la 2 ediții ale Jocurilor Olimpice (1956, 1960) în care a câștigat o medalie de bronz.